# Track & Field News
Track & Field News – magazyn poświęcony lekkoatletyce, wydawany w USA od 1948.
Magazyn prowadzi od roku 1947 ranking najlepszych lekkoatletów świata w poszczególnych specjalnościach (kobiet od 1956, chodziarzy od 1970).
Od 1959 (dla kobiet od 1974) czasopismo przyznaje tytuły Lekkoatlety Roku (Track & Field Athlete of the Year). W pierwszej edycji rankingu kobiet tytuł przyznano Irenie Szewińskiej.

## Polacy w rankingu „biegi i chody”

### 100 mmężczyzn
- 1957: 8. Marian Foik
- 1961: 7. Marian Foik
- 1964: 9. Wiesław Maniak
- 1965: 4. Marian Dudziak
- 1965: 10. Wiesław Maniak
- 1966: 8. Wiesław Maniak
- 1970: 8. Zenon Nowosz
- 1979: 7. Marian Woronin
- 1985: 5. Marian Woronin
- 1986: 5. Marian Woronin

### 200 mmężczyzn
- 1960: 7. Marian Foik
- 1961: 4. Marian Foik
- 1962: 5. Marian Foik
- 1964: 9. Marian Foik
- 1964: 10. Andrzej Badeński
- 1965: 4. Marian Dudziak
- 1966: 7. Marian Dudziak
- 1967: 10. Jan Werner
- 1981: 10. Marian Woronin
- 1999: 8. Marcin Urbaś

### 400 mmężczyzn
- 1957: 6. Stanisław Swatowski
- 1963: 3. Andrzej Badeński
- 1964: 3. Andrzej Badeński
- 1965: 1. Andrzej Badeński
- 1966: 5. Stanisław Grędziński
- 1966: 6. Jan Werner
- 1966: 8. Andrzej Badeński
- 1967: 10. Jan Werner
- 1968: 9. Andrzej Badeński
- 1969: 5. Jan Werner
- 1971: 8. Jan Werner
- 1977: 7. Ryszard Podlas
- 2000: 9. Robert Maćkowiak

### 800 mmężczyzn
- 1957: 9. Zbigniew Makomaski
- 1958: 6. Zbigniew Makomaski
- 1959: 1. Stefan Lewandowski
- 1968: 10. Henryk Szordykowski
- 1987: 6. Ryszard Ostrowski
- 2001: 6. Paweł Czapiewski
- 2010: 5. Marcin Lewandowski
- 2011: 7. Adam Kszczot
- 2011: 8. Marcin Lewandowski
- 2013: 3. Marcin Lewandowski
- 2014: 6. Adam Kszczot
- 2014: 10. Marcin Lewandowski
- 2015: 3. Adam Kszczot
- 2015: 9. Marcin Lewandowski
- 2016: 7. Adam Kszczot
- 2016: 8. Marcin Lewandowski
- 2017: 2. Adam Kszczot
- 2017: 4. Marcin Lewandowski
- 2018: 6. Marcin Lewandowski
- 2018: 9. Adam Kszczot
- 2021: 7. Patryk Dobek

### 1500 mmężczyzn
- 1959: 4. Stefan Lewandowski
- 1961: 5. Witold Baran
- 1962: 7. Witold Baran
- 1964: 6. Witold Baran
- 1968: 6. Henryk Szordykowski
- 1969: 3. Henryk Szordykowski
- 1970: 3. Henryk Szordykowski
- 1971: 5. Henryk Szordykowski
- 2019: 7. Marcin Lewandowski

### 5000 mmężczyzn
- 1955: 5. Jerzy Chromik
- 1956: 8. Jerzy Chromik
- 1956: 9. Kazimierz Zimny
- 1957: 6. Zdzisław Krzyszkowiak
- 1958: 2. Zdzisław Krzyszkowiak
- 1958: 4. Kazimierz Zimny
- 1958: 10. Marian Jochman
- 1959: 1. Kazimierz Zimny
- 1960: 3. Zdzisław Krzyszkowiak
- 1960: 5. Kazimierz Zimny
- 1961: 3. Kazimierz Zimny
- 1962: 4. Kazimierz Zimny
- 1962: 8. Lech Boguszewicz
- 1963: 5. Lech Boguszewicz

### 10 000 mmężczyzn
- 1955: 7. Jerzy Chromik
- 1956: 5. Zdzisław Krzyszkowiak
- 1956: 6. Jerzy Chromik
- 1958: 1. Zdzisław Krzyszkowiak
- 1958: 6. Stanisław Ożóg
- 1960: 7. Zdzisław Krzyszkowiak

### maratonmężczyzn
- 1975: 10. Jerzy Gros
- 1990: 8. Antoni Niemczak
- 1991: 3. Jan Huruk
- 1992: 5. Jan Huruk

### 3000 m z przeszkodamimężczyzn
- 1955: 1. Jerzy Chromik
- 1957: 3. Zdzisław Krzyszkowiak
- 1958: 1. Jerzy Chromik
- 1958: 3. Zdzisław Krzyszkowiak
- 1959: 8. Zdzisław Krzyszkowiak
- 1960: 1. Zdzisław Krzyszkowiak
- 1960: 8. Jerzy Chromik
- 1961: 1. Zdzisław Krzyszkowiak
- 1962: 9. Zdzisław Krzyszkowiak
- 1970: 9. Kazimierz Maranda
- 1971: 7. Kazimierz Maranda
- 1972: 5. Bronisław Malinowski
- 1973: 6. Bronisław Malinowski
- 1974: 1. Bronisław Malinowski
- 1975: 2. Bronisław Malinowski
- 1976: 2. Bronisław Malinowski
- 1977: 3. Bronisław Malinowski
- 1978: 2. Bronisław Malinowski
- 1979: 1. Bronisław Malinowski
- 1979: 10. Bogusław Mamiński
- 1980: 1. Bronisław Malinowski
- 1980: 9. Bogusław Mamiński
- 1981: 2. Bogusław Mamiński
- 1982: 3. Bogusław Mamiński
- 1983: 3. Bogusław Mamiński
- 1984: 3. Bogusław Mamiński
- 1984: 7. Krzysztof Wesołowski
- 1985: 3. Bogusław Mamiński
- 1985: 6. Krzysztof Wesołowski
- 1988: 9. Bogusław Mamiński

### 110 m przez płotki
- 1972: 7. Leszek Wodzyński
- 1973: 5. Mirosław Wodzyński
- 1974: 3. Mirosław Wodzyński
- 1974: 4. Leszek Wodzyński
- 1975: 10. Mirosław Wodzyński
- 1977: 5. Jan Pusty

### 400 m przez płotkimężczyzn
- 1957: 9. Janusz Kotliński
- 1982: 10. Ryszard Szparak
- 1983: 10. Ryszard Szparak
- 1998: 9. Paweł Januszewski
- 2000: 8. Paweł Januszewski
- 2001: 9. Paweł Januszewski
- 2002: 10. Paweł Januszewski
- 2004: 10. Marek Plawgo
- 2006: 9. Marek Plawgo
- 2007: 2. Marek Plawgo
- 2008: 7. Marek Plawgo
- 2015: 9. Patryk Dobek

### chód 20 kmmężczyzn
- 1972: 8. Jan Ornoch
- 1974: 10. Jan Ornoch
- 1975: 9. Jan Ornoch
- 1990: 6. Robert Korzeniowski
- 1991: 10. Robert Korzeniowski
- 1993: 6. Robert Korzeniowski
- 1996: 8. Robert Korzeniowski
- 1998: 5. Robert Korzeniowski
- 1999: 5. Robert Korzeniowski
- 2000: 1. Robert Korzeniowski
- 2001: 5. Robert Korzeniowski
- 2003: 4. Robert Korzeniowski
- 2004: 5. Robert Korzeniowski

### chód 50 km
- 1978: 4. Jan Ornoch
- 1980: 10. Stanisław Rola
- 1982: 10. Bogusław Duda
- 1992: 7. Robert Korzeniowski
- 1994: 7. Robert Korzeniowski
- 1995: 3. Robert Korzeniowski
- 1996: 1. Robert Korzeniowski
- 1997: 2. Robert Korzeniowski
- 1997: 5. Tomasz Lipiec
- 1998: 1. Robert Korzeniowski
- 1998: 5. Tomasz Lipiec
- 1999: 5. Tomasz Lipiec
- 2000: 1. Robert Korzeniowski
- 2000: 8. Roman Magdziarczyk
- 2001: 1. Robert Korzeniowski
- 2001: 9. Tomasz Lipiec
- 2002: 2. Robert Korzeniowski
- 2002: 4. Tomasz Lipiec
- 2003: 1. Robert Korzeniowski
- 2003: 7. Roman Magdziarczyk
- 2004: 1. Robert Korzeniowski
- 2004: 7. Roman Magdziarczyk
- 2005: 9. Roman Magdziarczyk
- 2006: 8. Roman Magdziarczyk
- 2008: 8. Rafał Fedaczyński
- 2008: 9. Grzegorz Sudoł
- 2009: 4. Grzegorz Sudoł
- 2010: 4. Grzegorz Sudoł
- 2012: 9. Łukasz Nowak
- 2013: 6. Grzegorz Sudoł
- 2013: 10. Łukasz Nowak
- 2017: 7. Rafał Augustyn
- 2018: 7. Rafał Augustyn
- 2021: 1. Dawid Tomala

### 100 mkobiet
- 1961: 9. Teresa Ciepły
- 1962: 4. Teresa Ciepły
- 1963: 9. Elżbieta Szyroka
- 1964: 3. Ewa Kłobukowska
- 1964: 7. Halina Górecka
- 1965: 1. Ewa Kłobukowska
- 1965: 2. Irena Kirszenstein
- 1966: 1. Ewa Kłobukowska
- 1966: 2. Irena Kirszenstein
- 1967: 1. Irena Kirszenstein
- 1967: 2. Ewa Kłobukowska
- 1968: 3. Irena Kirszenstein
- 1969: 6. Irena Kirszenstein-Szewińska
- 1971: 7. Irena Szewińska
- 1972: 10. Irena Szewińska
- 1973: 3. Irena Szewińska
- 1974: 1. Irena Szewińska
- 1975: 3. Irena Szewińska
- 1976: 4. Irena Szewińska
- 1977: 8. Irena Szewińska
- 2023: 10. Ewa Swoboda

### 200 mkobiet
- 1956: 7. Barbara Lerczak
- 1957: 9. Barbara Lerczak
- 1958: 8. Barbara Lerczak-Janiszewska
- 1960: 7. Barbara Janiszewska
- 1961: 8. Barbara Janiszewska
- 1962: 4. Barbara Janiszewska
- 1963: 10. Elżbieta Szyroka
- 1964: 2. Irena Kirszenstein
- 1964: 8. Halina Górecka
- 1964: 10. Barbara Janiszewska-Sobotta
- 1965: 1. Irena Kirszenstein
- 1965: 2. Ewa Kłobukowska
- 1966: 1. Irena Kirszenstein
- 1966: 2. Ewa Kłobukowska
- 1967: 1. Irena Kirszenstein
- 1967: 8. Ewa Kłobukowska
- 1968: 1. Irena Kirszenstein
- 1969: 2. Irena Kirszenstein-Szewińska
- 1971: 3. Irena Szewińska
- 1972: 3. Irena Szewińska
- 1973: 2. Irena Szewińska
- 1974: 1. Irena Szewińska
- 1975: 2. Irena Szewińska
- 1976: 1. Irena Szewińska
- 1977: 1. Irena Szewińska
- 1978: 5. Irena Szewińska
- 1979: 8. Irena Szewińska
- 1986: 4. Ewa Kasprzyk
- 1987: 8. Ewa Kasprzyk

### 400 mkobiet
- 1974: 1. Irena Szewińska
- 1975: 1. Irena Szewińska
- 1976: 1. Irena Szewińska
- 1977: 1. Irena Szewińska
- 1978: 3. Irena Szewińska
- 1979: 4. Irena Szewińska
- 1986: 8. Genowefa Błaszak
- 2019: 9. Justyna Święty-Ersetic
- 2022: 7. Natalia Kaczmarek
- 2022: 8. Anna Kiełbasińska
- 2023: 2. Natalia Kaczmarek
- 2024: 2. Natalia Bukowiecka

### 800 mkobiet
- 1956: 9. Halina Gabor
- 1959: 7. Krystyna Nowakowska
- 1959: 8. Beata Żbikowska
- 1962: 8. Krystyna Nowakowska
- 1967: 6. Danuta Sobieska
- 1971: 9. Danuta Sobieska-Wierzbowska
- 1973: 7. Elżbieta Katolik
- 1974: 6. Elżbieta Katolik
- 1975: 9. Elżbieta Katolik
- 1979: 10. Jolanta Januchta
- 1980: 8. Jolanta Januchta
- 1981: 4. Jolanta Januchta
- 1982: 7. Jolanta Januchta
- 2015: 8. Joanna Jóźwik
- 2016: 5. Joanna Jóźwik

### 1500 mkobiet
- 1981: 9. Anna Bukis
- 1995: 7. Anna Brzezińska
- 1999: 8. Lidia Chojecka
- 1999: 9. Anna Jakubczak
- 2000: 4. Lidia Chojecka
- 2001: 5. Lidia Chojecka
- 2004: 6. Lidia Chojecka
- 2004: 9. Wioletta Frankiewicz
- 2006: 6. Lidia Chojecka
- 2017: 9. Angelika Cichocka
- 2018: 10. Sofia Ennaoui

### 3000 m/5000 mkobiet
- 1974: 9. Bronisława Ludwichowska
- 1975: 7. Bronisława Ludwichowska
- 1976: 9. Bronisława Ludwichowska

### 10 000 mkobiet
- 1990: 7. Wanda Panfil

### maratonkobiet
- 1989: 5. Wanda Panfil
- 1990: 2. Wanda Panfil
- 1990: 7. Renata Kokowska
- 1991: 1. Wanda Panfil
- 1991: 10. Renata Kokowska
- 1995: 4. Małgorzata Sobańska

### 3000 m z przeszkodamikobiet
- 2001: 1. Justyna Bąk
- 2002: 2. Justyna Bąk
- 2005: 4. Wioletta Frankiewicz
- 2006: 3. Wioletta Frankiewicz
- 2008: 6. Wioletta Frankiewicz

### 80 m/100 m przez płotki
- 1961: 3. Teresa Ciepły
- 1962: 3. Teresa Ciepły
- 1962: 6. Maria Piątkowska
- 1963: 2. Maria Piątkowska
- 1964: 2. Teresa Ciepły
- 1964: 7. Maria Piątkowska
- 1965: 8. Teresa Ciepły
- 1966: 2. Elżbieta Żebrowska
- 1966: 8. Danuta Straszyńska
- 1967: 8. Elżbieta Żebrowska
- 1967: 10. Teresa Nowak
- 1968: 6. Teresa Sukniewicz
- 1968: 7. Danuta Straszyńska
- 1968: 10. Elżbieta Żebrowska
- 1969: 5. Teresa Nowak
- 1969: 6. Teresa Sukniewicz
- 1970: 2. Teresa Sukniewicz
- 1970: 7. Teresa Nowak
- 1971: 3. Danuta Straszyńska
- 1971: 4. Teresa Sukniewicz
- 1971: 6. Teresa Nowak
- 1971: 8. Grażyna Rabsztyn
- 1972: 5. Danuta Straszyńska
- 1972: 6. Teresa Sukniewicz
- 1972: 7. Teresa Nowak
- 1972: 9. Grażyna Rabsztyn
- 1973: 2. Grażyna Rabsztyn
- 1973: 5. Teresa Nowak
- 1974: 2. Teresa Nowak
- 1974: 10. Grażyna Rabsztyn
- 1975: 1. Grażyna Rabsztyn
- 1975: 4. Teresa Nowak
- 1975: 5. Bożena Świerczyńska
- 1976: 5. Grażyna Rabsztyn
- 1976: 9. Bożena Świerczyńska
- 1977: 1. Grażyna Rabsztyn
- 1977: 8. Danuta Perka
- 1977: 9. Bożena Świerczyńska
- 1978: 2. Grażyna Rabsztyn
- 1978: 6. Danuta Perka
- 1978: 7. Lucyna Langer
- 1978: 10. Elżbieta Rabsztyn
- 1979: 1. Grażyna Rabsztyn
- 1979: 3. Zofia Bielczyk
- 1979: 4. Lucyna Langer
- 1979: 5. Danuta Perka
- 1979: 10. Elżbieta Rabsztyn
- 1980: 2. Grażyna Rabsztyn
- 1980: 4. Lucyna Langer
- 1980: 8. Zofia Bielczyk
- 1981: 3. Lucyna Langer-Kałek
- 1981: 7. Danuta Perka
- 1981: 8. Elżbieta Rabsztyn
- 1982: 1. Lucyna Kałek
- 1983: 5. Lucyna Kałek
- 1984: 1. Lucyna Kałek
- 2003: 9. Aurelia Trywiańska

### 400 m przez płotkikobiet
- 1977: 3. Irena Szewińska
- 1977: 4. Elżbieta Katolik
- 1977: 5. Krystyna Kacperczyk
- 1978: 5. Krystyna Kacperczyk
- 1978: 10. Genowefa Błaszak
- 1981: 2. Genowefa Błaszak
- 1984: 7. Genowefa Błaszak
- 1985: 4. Genowefa Błaszak
- 1986: 6. Genowefa Błaszak
- 1987: 7. Genowefa Błaszak
- 2005: 4. Anna Jesień
- 2005: 8. Małgorzata Pskit
- 2006: 8. Anna Jesień
- 2007: 3. Anna Jesień
- 2008: 6. Anna Jesień
- 2009: 6. Anna Jesień

### chód 10 km/20 kmkobiet
- 1996: 6. Katarzyna Radtke
- 1998: 7. Katarzyna Radtke
- 1999: 7. Katarzyna Radtke
- 2022: 2. Katarzyna Zdziebło

### chód 50 kmkobiet
- 2022: 3. Katarzyna Zdziebło

## Polacy w rankingu „skoki, rzuty, wieloboje”

### skok wzwyżmężczyzn
- 1957: 10. Zbigniew Lewandowski
- 1964: 5. Edward Czernik
- 1975: 6. Jacek Wszoła
- 1976: 2. Jacek Wszoła
- 1977: 5. Jacek Wszoła
- 1978: 9. Jacek Wszoła
- 1979: 5. Jacek Wszoła
- 1980: 2. Jacek Wszoła
- 1981: 9. Janusz Trzepizur
- 1982: 2. Janusz Trzepizur
- 1982: 9. Jacek Wszoła
- 1984: 7. Jacek Wszoła
- 1985: 6. Jacek Wszoła
- 1991: 8. Artur Partyka
- 1992: 6. Artur Partyka
- 1993: 5. Artur Partyka
- 1994: 8. Artur Partyka
- 1995: 5. Artur Partyka
- 1996: 2. Artur Partyka
- 1997: 5. Artur Partyka
- 1998: 4. Artur Partyka
- 2003: 10. Grzegorz Sposób
- 2009: 10. Sylwester Bednarek
- 2017: 7. Sylwester Bednarek
- 2023: 9. Norbert Kobielski

### skok o tyczcemężczyzn
- 1955: 10. Edward Adamczyk
- 1956: 9. Zenon Ważny
- 1958: 7. Zenon Ważny
- 1973: 6. Władysław Kozakiewicz
- 1974: 2. Tadeusz Ślusarski
- 1974: 3. Władysław Kozakiewicz
- 1974: 5. Wojciech Buciarski
- 1975: 1. Władysław Kozakiewicz
- 1975: 2. Wojciech Buciarski
- 1976: 2. Tadeusz Ślusarski
- 1976: 5. Wojciech Buciarski
- 1976: 6. Władysław Kozakiewicz
- 1977: 1. Władysław Kozakiewicz
- 1977: 3. Tadeusz Ślusarski
- 1977: 7. Mariusz Klimczyk
- 1977: 8. Wojciech Buciarski
- 1978: 4. Władysław Kozakiewicz
- 1978: 8. Tadeusz Ślusarski
- 1978: 10. Wojciech Buciarski
- 1979: 1. Władysław Kozakiewicz
- 1980: 1. Władysław Kozakiewicz
- 1980: 5. Tadeusz Ślusarski
- 1980: 7. Mariusz Klimczyk
- 1981: 9. Władysław Kozakiewicz
- 1981: 10. Mariusz Klimczyk
- 1982: 9. Władysław Kozakiewicz
- 1983: 6. Tadeusz Ślusarski
- 1985: 6. Marian Kolasa
- 1987: 7. Marian Kolasa
- 1988: 8. Mirosław Chmara
- 1989: 4. Mirosław Chmara
- 2010: 6. Łukasz Michalski
- 2010: 7. Przemysław Czerwiński
- 2011: 2. Paweł Wojciechowski
- 2011: 6. Łukasz Michalski
- 2011: 8. Mateusz Didenkow
- 2014: 8. Piotr Lisek
- 2014: 9. Robert Sobera
- 2014: 10. Paweł Wojciechowski
- 2015: 3. Piotr Lisek
- 2015: 6. Paweł Wojciechowski
- 2016: 5. Piotr Lisek
- 2016: 9. Robert Sobera
- 2016: 10. Paweł Wojciechowski
- 2017: 2. Piotr Lisek
- 2017: 4. Paweł Wojciechowski
- 2018: 5. Piotr Lisek
- 2018: 7. Paweł Wojciechowski
- 2019: 3. Piotr Lisek
- 2019: 4. Paweł Wojciechowski
- 2021: 9. Piotr Lisek
- 2023: 7. Piotr Lisek

### skok w dalmężczyzn
- 1949: 10. Edward Adamczyk
- 1955: 9. Henryk Grabowski
- 1956: 7. Henryk Grabowski
- 1957: 4. Henryk Grabowski
- 1958: 4. Henryk Grabowski
- 1958: 5. Kazimierz Kropidłowski
- 1959: 7. Kazimierz Kropidłowski
- 1961: 9. Józef Szmidt
- 1963: 9. Józef Szmidt
- 1971: 9. Stanisław Szudrowicz
- 1971: 10. Jan Kobuszewski
- 1974: 5. Grzegorz Cybulski
- 1975: 1. Grzegorz Cybulski
- 1976: 9. Grzegorz Cybulski
- 1978: 7. Grzegorz Cybulski
- 1980: 8. Andrzej Klimaszewski
- 1980: 9. Stanisław Jaskułka

### trójskokmężczyzn
- 1957: 7. Ryszard Malcherczyk
- 1958: 1. Józef Szmidt
- 1958: 9. Ryszard Malcherczyk
- 1959: 2. Józef Szmidt
- 1959: 3. Ryszard Malcherczyk
- 1960: 1. Józef Szmidt
- 1960: 6. Ryszard Malcherczyk
- 1961: 2. Józef Szmidt
- 1961: 3. Ryszard Malcherczyk
- 1961: 9. Jan Jaskólski
- 1962: 1. Józef Szmidt
- 1962: 3. Ryszard Malcherczyk
- 1963: 1. Józef Szmidt
- 1963: 5. Jan Jaskólski
- 1964: 1. Józef Szmidt
- 1965: 1. Józef Szmidt
- 1966: 5. Józef Szmidt
- 1966: 6. Jan Jaskólski
- 1967: 3. Jan Jaskólski
- 1967: 6. Józef Szmidt
- 1968: 7. Józef Szmidt
- 1970: 6. Józef Szmidt
- 1972: 6. Michał Joachimowski
- 1973: 3. Michał Joachimowski
- 1973: 6. Andrzej Sontag
- 1973: 10. Eugeniusz Biskupski
- 1974: 3. Michał Joachimowski
- 1974: 6. Andrzej Sontag
- 1975: 4. Michał Joachimowski
- 1975: 7. Eugeniusz Biskupski
- 1975: 9. Andrzej Sontag
- 1976: 8. Eugeniusz Biskupski
- 1983: 1. Zdzisław Hoffmann
- 1987: 6. Jacek Pastusiński

### pchnięcie kuląmężczyzn
- 1960: 10. Alfred Sosgórnik
- 1961: 5. Alfred Sosgórnik
- 1962: 8. Alfred Sosgórnik
- 1963: 3. Alfred Sosgórnik
- 1963: 9. Władysław Komar
- 1964: 5. Władysław Komar
- 1965: 8. Alfred Sosgórnik
- 1966: 8. Władysław Komar
- 1968: 9. Władysław Komar
- 1970: 6. Władysław Komar
- 1971: 4. Władysław Komar
- 1972: 2. Władysław Komar
- 1974: 9. Władysław Komar
- 1977: 5. Władysław Komar
- 1978: 10. Władysław Komar
- 1983: 1. Edward Sarul
- 1988: 7. Helmut Krieger
- 2006: 10. Tomasz Majewski
- 2007: 7. Tomasz Majewski
- 2008: 1. Tomasz Majewski
- 2009: 2. Tomasz Majewski
- 2010: 4. Tomasz Majewski
- 2011: 7. Tomasz Majewski
- 2012: 2. Tomasz Majewski
- 2013: 6. Tomasz Majewski
- 2014: 6. Tomasz Majewski
- 2015: 9. Tomasz Majewski
- 2016: 6. Konrad Bukowiecki
- 2016: 8. Tomasz Majewski
- 2017: 8. Michał Haratyk
- 2017: 10. Konrad Bukowiecki
- 2018: 5. Michał Haratyk
- 2018: 9. Konrad Bukowiecki
- 2019: 6. Michał Haratyk
- 2019: 7. Konrad Bukowiecki
- 2022: 9. Konrad Bukowiecki

### rzut dyskiemmężczyzn
- 1957: 6. Edmund Piątkowski
- 1958: 3. Edmund Piątkowski
- 1959: 1. Edmund Piątkowski
- 1960: 6. Edmund Piątkowski
- 1961: 1. Edmund Piątkowski
- 1962: 5. Edmund Piątkowski
- 1963: 6. Edmund Piątkowski
- 1964: 6. Edmund Piątkowski
- 1964: 7. Zenon Begier
- 1965: 3. Zenon Begier
- 1965: 6. Edmund Piątkowski
- 1966: 4. Edmund Piątkowski
- 1966: 8. Zenon Begier
- 1967: 5. Edmund Piątkowski
- 1968: 10. Edmund Piątkowski
- 2006: 6. Piotr Małachowski
- 2007: 5. Piotr Małachowski
- 2008: 2. Piotr Małachowski
- 2009: 2. Piotr Małachowski
- 2010: 2. Piotr Małachowski
- 2011: 5. Piotr Małachowski
- 2012: 5. Piotr Małachowski
- 2013: 2. Piotr Małachowski
- 2013: 6. Robert Urbanek
- 2014: 2. Piotr Małachowski
- 2014: 5. Robert Urbanek
- 2015: 1. Piotr Małachowski
- 2015: 2. Robert Urbanek
- 2016: 1. Piotr Małachowski
- 2016: 8. Robert Urbanek
- 2017: 4. Piotr Małachowski
- 2017: 9. Robert Urbanek
- 2018: 9. Robert Urbanek
- 2019: 6. Piotr Małachowski

### rzut młotemmężczyzn
- 1954: 4. Tadeusz Rut
- 1955: 6. Tadeusz Rut
- 1956: 6. Tadeusz Rut
- 1957: 7. Tadeusz Rut
- 1957: 9. Olgierd Ciepły
- 1958: 1. Tadeusz Rut
- 1958: 9. Olgierd Ciepły
- 1959: 5. Tadeusz Rut
- 1959: 8. Olgierd Ciepły
- 1960: 4. Tadeusz Rut
- 1961: 7. Tadeusz Rut
- 1962: 9. Olgierd Ciepły
- 1963: 8. Olgierd Ciepły
- 1982: 7. Ireneusz Golda
- 1983: 4. Zdzisław Kwaśny
- 1996: 10. Szymon Ziółkowski
- 1998: 9. Szymon Ziółkowski
- 2000: 1. Szymon Ziółkowski
- 2001: 2. Szymon Ziółkowski
- 2005: 4. Szymon Ziółkowski
- 2006: 4. Szymon Ziółkowski
- 2007: 7. Szymon Ziółkowski
- 2008: 7. Szymon Ziółkowski
- 2009: 4. Szymon Ziółkowski
- 2010: 10. Wojciech Kondratowicz
- 2011: 10. Szymon Ziółkowski
- 2012: 6. Paweł Fajdek
- 2012: 8. Szymon Ziółkowski
- 2013: 2. Paweł Fajdek
- 2013: 7. Szymon Ziółkowski
- 2014: 2. Paweł Fajdek
- 2015: 1. Paweł Fajdek
- 2015: 4. Wojciech Nowicki
- 2016: 1. Paweł Fajdek
- 2016: 4. Wojciech Nowicki
- 2017: 1. Paweł Fajdek
- 2017: 2. Wojciech Nowicki
- 2018: 1. Wojciech Nowicki
- 2018: 2. Paweł Fajdek
- 2019: 1. Paweł Fajdek
- 2019: 2. Wojciech Nowicki
- 2021: 1. Wojciech Nowicki
- 2021: 2. Paweł Fajdek
- 2022: 1. Wojciech Nowicki
- 2022: 2. Paweł Fajdek
- 2023: 1. Wojciech Nowicki
- 2023: 7. Paweł Fajdek
- 2024: 3. Wojciech Nowicki
- 2024: 5. Paweł Fajdek

### rzut oszczepemmężczyzn
- 1953: 5. Janusz Sidło
- 1954: 1. Janusz Sidło
- 1955: 2. Janusz Sidło
- 1956: 2. Janusz Sidło
- 1956: 5. Jan Kopyto
- 1957: 1. Janusz Sidło
- 1957: 5. Jan Kopyto
- 1958: 1. Janusz Sidło
- 1959: 1. Janusz Sidło
- 1960: 1. Janusz Sidło
- 1961: 3. Janusz Sidło
- 1961: 6. Marian Machowina
- 1962: 4. Janusz Sidło
- 1962: 6. Władysław Nikiciuk
- 1962: 7. Marian Machowina
- 1963: 2. Janusz Sidło
- 1964: 2. Janusz Sidło
- 1964: 7. Władysław Nikiciuk
- 1965: 4. Janusz Sidło
- 1966: 2. Janusz Sidło
- 1966: 3. Władysław Nikiciuk
- 1967: 6. Janusz Sidło
- 1967: 8. Władysław Nikiciuk
- 1968: 4. Władysław Nikiciuk
- 1968: 7. Janusz Sidło
- 1969: 5. Janusz Sidło
- 1969: 7. Władysław Nikiciuk
- 1970: 8. Władysław Nikiciuk
- 1970: 10. Janusz Sidło
- 1971: 8. Władysław Nikiciuk
- 1976: 4. Piotr Bielczyk
- 2000: 10. Dariusz Trafas
- 2002: 8. Dariusz Trafas
- 2003: 9. Dariusz Trafas
- 2017: 9. Marcin Krukowski
- 2018: 8. Marcin Krukowski
- 2019: 7. Marcin Krukowski
- 2021: 6. Marcin Krukowski

### dziesięciobój
- 1972: 3. Ryszard Katus
- 1972: 6. Ryszard Skowronek
- 1972: 8. Tadeusz Janczenko
- 1973: 3. Ryszard Skowronek
- 1973: 10. Ryszard Katus
- 1974: 2. Ryszard Skowronek
- 1974: 6. Ryszard Katus
- 1975: 5. Ryszard Skowronek
- 1975: 7. Ryszard Katus
- 1975: 6. Ryszard Skowronek
- 1998: 9. Sebastian Chmara

### skok wzwyżkobiet
- 1960: 4. Jarosława Jóźwiakowska
- 1964: 9. Jarosława Jóźwiakowska-Bieda
- 1966: 6. Jarosława Bieda
- 1978: 8. Urszula Kielan
- 1979: 8. Urszula Kielan
- 1980: 2. Urszula Kielan
- 1984: 8. Danuta Bułkowska
- 1985: 9. Danuta Bułkowska
- 1986: 8. Danuta Bułkowska
- 1991: 9. Beata Hołub
- 2013: 8. Kamila Stepaniuk
- 2013: 9. Justyna Kasprzycka
- 2014: 5. Justyna Kasprzycka
- 2014: 7. Kamila Lićwinko
- 2015: 4. Kamila Lićwinko
- 2016: 4. Kamila Lićwinko
- 2017: 3. Kamila Lićwinko
- 2019: 5. Kamila Lićwinko
- 2021: 7. Kamila Lićwinko

### skok o tyczcekobiet
- 2001: 3. Monika Pyrek
- 2002: 3. Monika Pyrek
- 2003: 6. Monika Pyrek
- 2004: 4. Anna Rogowska
- 2004: 6. Monika Pyrek
- 2005: 2. Monika Pyrek
- 2005: 3. Anna Rogowska
- 2006: 2. Monika Pyrek
- 2006: 3. Anna Rogowska
- 2007: 3. Monika Pyrek
- 2008: 4. Monika Pyrek
- 2008: 8. Anna Rogowska
- 2009: 2. Anna Rogowska
- 2009: 3. Monika Pyrek
- 2010: 4. Anna Rogowska
- 2011: 8. Anna Rogowska

### skok w dalkobiet
- 1956: 1. Elżbieta Duńska-Krzesińska
- 1957: 2. Elżbieta Krzesińska
- 1959: 6. Elżbieta Krzesińska
- 1959: 8. Maria Bibro
- 1960: 2. Elżbieta Krzesińska
- 1961: 7. Maria Bibro
- 1962: 2. Elżbieta Krzesińska
- 1963: 7. Elżbieta Krzesińska
- 1964: 2. Irena Kirszenstein
- 1965: 2. Irena Kirszenstein
- 1966: 1. Irena Kirszenstein
- 1967: 1. Irena Kirszenstein
- 1968: 6. Irena Kirszenstein
- 1968: 10. Mirosława Sarna
- 1969: 1. Irena Kirszenstein-Szewińska
- 1969: 3. Mirosława Sarna
- 1970: 7. Mirosława Sarna
- 1971: 5. Irena Szewińska
- 1972: 9. Irena Szewińska
- 1980: 4. Anna Włodarczyk
- 1981: 9. Anna Włodarczyk
- 1982: 10. Anna Włodarczyk
- 1984: 10. Anna Włodarczyk
- 1994: 7. Agata Karczmarek
- 1996: 9. Agata Karczmarek
- 1997: 10. Agata Karczmarek

### trójskokkobiet
- 2013: 10. Anna Jagaciak-Michalska
- 2017: 9. Anna Jagaciak-Michalska

### pchnięcie kuląkobiet
- 1973: 10. Ludwika Chewińska
- 1974: 7. Ludwika Chewińska
- 1997: 9. Krystyna Danilczyk-Zabawska
- 1998: 7. Krystyna Zabawska
- 1998: 9. Katarzyna Żakowicz
- 1999: 4. Krystyna Zabawska
- 2000: 5. Krystyna Zabawska
- 2002: 10. Krystyna Zabawska
- 2003: 8. Krystyna Zabawska
- 2004: 5. Krystyna Zabawska
- 2018: 4. Paulina Guba

### rzut dyskiemkobiet
- 1959: 9. Kazimiera Rykowska
- 1961: 7. Kazimiera Rykowska
- 1994: 8. Renata Katewicz
- 2006: 4. Wioletta Potępa
- 2007: 10. Joanna Wiśniewska
- 2009: 4. Żaneta Glanc
- 2010: 9. Joanna Wiśniewska
- 2010: 10. Żaneta Glanc
- 2011: 4. Żaneta Glanc
- 2012: 6. Żaneta Glanc
- 2013: 7. Żaneta Glanc

### rzut młotemkobiet
- 2000: 2. Kamila Skolimowska
- 2001: 3. Kamila Skolimowska
- 2002: 3. Kamila Skolimowska
- 2003: 8. Kamila Skolimowska
- 2004: 10. Kamila Skolimowska
- 2005: 5. Kamila Skolimowska
- 2006: 3. Kamila Skolimowska
- 2007: 5. Kamila Skolimowska
- 2008: 6. Anita Włodarczyk
- 2008: 9. Kamila Skolimowska
- 2009: 1. Anita Włodarczyk
- 2010: 2. Anita Włodarczyk
- 2011: 6. Anita Włodarczyk
- 2012: 2. Anita Włodarczyk
- 2012: 9. Joanna Fiodorow
- 2013: 1. Anita Włodarczyk
- 2014: 1. Anita Włodarczyk
- 2014: 6. Joanna Fiodorow
- 2015: 1. Anita Włodarczyk
- 2016: 1. Anita Włodarczyk
- 2017: 1. Anita Włodarczyk
- 2018: 3. Joanna Fiodorow
- 2018: 7. Malwina Kopron
- 2019: 4. Joanna Fiodorow
- 2019: 5. Anita Włodarczyk
- 2021: 1. Anita Włodarczyk
- 2021: 2. Malwina Kopron
- 2021: 10. Joanna Fiodorow
- 2022: 4. Anita Włodarczyk
- 2024: 6. Anita Włodarczyk

### rzut oszczepemkobiet
- 1956: 7. Urszula Figwer
- 1957: 5. Urszula Figwer
- 1958: 8. Maria Grabowska
- 1958: 9. Urszula Figwer
- 1959: 6. Urszula Figwer
- 1959: 8. Maria Grabowska
- 1960: 6. Urszula Figwer
- 1961: 9. Teresa Tubek
- 1967: 1. Daniela Jaworska
- 1968: 3. Daniela Jaworska
- 1969: 2. Daniela Jaworska
- 1970: 1. Daniela Jaworska
- 1970: 3. Ewa Gryziecka
- 1971: 1. Daniela Jaworska
- 1971: 5. Ewa Gryziecka
- 1972: 4. Ewa Gryziecka
- 1973: 5. Daniela Jaworska
- 1974: 9. Felicja Kinder
- 1975: 9. Felicja Kinder
- 1979: 9. Bernadetta Blechacz
- 2006: 9. Barbara Madejczyk
- 2007: 8. Barbara Madejczyk
- 2008: 8. Barbara Madejczyk
- 2021: 1. Maria Andrejczyk
- 2024: 9. Maria Andrejczyk

### pięciobój/siedmiobój
- 1960: 6. Elżbieta Krzesińska
- 1963: 5. Maria Piątkowska
- 1965: 6. Irena Kirszenstein
- 1981: 3. Małgorzata Nowak
- 1985: 4. Małgorzata Nowak
- 1986: 10. Małgorzata Nowak
- 1991: 4. Urszula Włodarczyk
- 1992: 9. Urszula Włodarczyk
- 1993: 6. Urszula Włodarczyk
- 1994: 6. Urszula Włodarczyk
- 1996: 4. Urszula Włodarczyk
- 1997: 6. Urszula Włodarczyk
- 1998: 3. Urszula Włodarczyk
- 1998: 8. Urszula Włodarczyk
- 2000: 6. Urszula Włodarczyk
- 2006: 8. Karolina Tymińska
- 2008: 6. Karolina Tymińska
- 2009: 6. Kamila Chudzik
- 2010: 8. Karolina Tymińska
- 2011: 4. Karolina Tymińska
- 2013: 8. Karolina Tymińska
- 2022: 4. Adrianna Sułek
- 2023: 9. Adrianna Sułek